# Mvoung
Mvoung é um departamento da província de Ogooué-Ivindo, no Gabão.